# Тибаани
Тибаани (груз. ტიბაანი) — село в Грузии, в муниципалитете Сигнахи края Кахетия.

## География
Село расположено в южной части края, в 14 километрах по прямой к юго-востоку от центра муниципалитета Сигнахи. Высота центра — 360 метров над уровнем моря.

## История
В советское время в селе действовал колхоз села Тибаани Сигнахского района. В этом колхозе трудился Герой Социалистического Труда Владимир Алексеевич Хуцураули.

## Население
По данным переписи населения 2014 года, в селе проживало 1786 человек.
| Год  | Население | Мужчины | Женщины |
| ---- | --------- | ------- | ------- |
| 2002 | 2466      | 1155    | 1311    |
| 2014 | 1786      | 841     | 945     |